# Vinyl confessions
Vinyl confessions is het achtste studioalbum van Kansas. Opnamen vonden plaats in North Hollywood, Chateau Recorders. 
Het is het eerste album zonder de zanger Steve Walsh, die vertrok omdat de band een meer religieuze inslag kreeg dankzij de bekering van Kerry Livgren en Dave Hope tot het Christendom. Walsh ging verder met Streets, dat weinig succes zou hebben; hij werd bedankt voor de tien jaar. Om de vacature op te vullen werden musici uitgenodigd waarbij drie topkandidaten overbleven: Warren Ham, Michael Gleason en John Elefante. De keus viel op Elefante, maar zowel Ham als Gleason zouden een rol spelen in de eigen band van Livgren genaamd AD. Ham zou wel met Kansas toeren. Diverse tracks kregen thema’s als antichrist (Fair exchange), Bijbel als levensleidraad (Chasing shadows), geestelijke boven geldelijke rijkdom (Diamonds and pearls) en Jezus (The one who rose). De wending in de loopbaan van Kansas kwam in een periode van bloei binnen de relirock en boorde een geheel nieuwe groep fans aan. Het betekende echter ook het vertrek van zanger, violist Robby Steinhardt. Het hoesontwerp was als gebruikelijk afkomstig van Tom Drennon.
Verkoop van het album werd weer grotendeels een Amerikaanse aangelegenheid; het album stond twintig weken in de Billboard 200-albumlijst met als hoogste notering plaats 16. het album werd omhoog gestuwd door de goede verkoop van de single Play the game tonight (vierde plaats in de Billboard Hot 100). Duitsland volgde op afstand, het wist daar in elf weken de 36e plaats te bereiken. Nederland en België waren de band alweer vergeten, noch het album, noch de singles wisten de hitparades te bereiken.

## Musici
- John Elefante – toetsinstrumenten, zang
- Kerry Livgren – gitaar, toetsen, zang
- Robby Steinhardt – viool, zang
- Rich Williams – gitaar
- Dave Hope – basgitaar
- Phil Ehart – drumstel

Met
- Warren Ham – mondharmonica
- Bill Bergman – altsaxofoon, tenorsaxofoon (tracks 2, 5 en 6)
- Lee Thornbrug, John Berry – trompet (2,5)
- Greg Smith – baritonsaxofoon (2,5)
- Jim Colle – tenorsaxofoon (2,5)
- Ben Dahlke – fagot (5)
- David Pack (van Ambrosia), Donna Williams- achtergrondzang
- Roger Taylor (van Queen) – achtergrondzang (1, 2, 5) ("special thanks to Roger")

## Muziek
| Nr. | Titel                                                                       | Duur |
| --- | --------------------------------------------------------------------------- | ---- |
| 1.  | Play the game tonight (Livgren, Williams, Ehart, Danny Flower, Rob Frazier) | 3:26 |
| 2.  | Right away (Elefante, Dino Elefante)                                        | 4:06 |
| 3.  | Fair exchange (Livgren)                                                     | 5:01 |
| 4.  | Chasing shadows (Elefante, Dino Elefante)                                   | 3:20 |
| 5.  | Diamonds and pearls (Livgren)                                               | 4:50 |

| Nr. | Titel                           | Duur |
| --- | ------------------------------- | ---- |
| 1.  | Face it (Elefante, D. Elefante) | 3:26 |
| 2.  | Windows (Livgren)               | 3:32 |
| 3.  | Borderline (Livgren)            | 4:00 |
| 4.  | Play on (Livgren, Elefante)     | 3:32 |
| 5.  | Crossfire (Livgren)             | 6:35 |